# Mont Saint-Bruno
De Mont Saint-Bruno is een van de 9 Montérégie-heuvels in de Canadese provincie Québec. De heuvel ontleent zijn naam aan het stadje Saint-Bruno-de-Montarville, dat ten westen van de heuvel ligt, en werd eerder colline de Montarville genoemd, naar de gelijknamige heerlijkheid waar later Saint-Bruno-de-Montarville uit voortgekomen is.
Twee andere plaatsen bevinden zich nabij de Mont Saint-Bruno: Saint-Basile-le-Grand en Sainte-Julie (Québec).

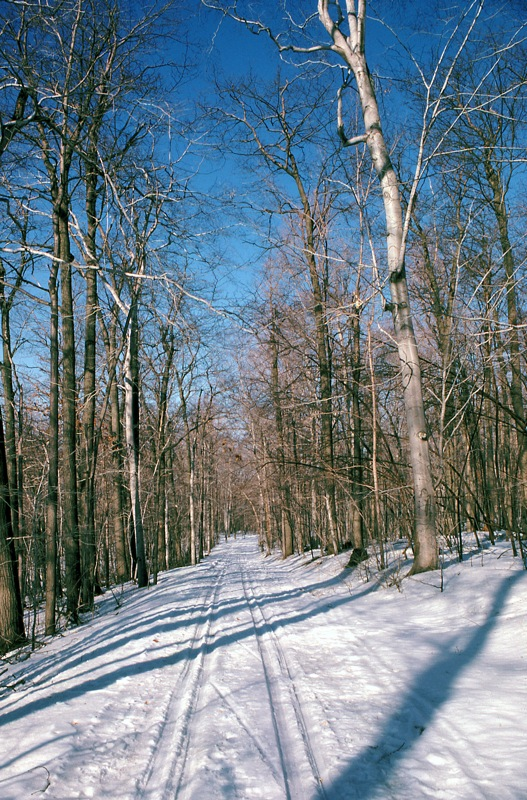
Loipe op de Mont Saint-Bruno.

.
Ongeveer 6 km² van de oppervlakte vormt het Parc national du Mont-Saint-Bruno. Vanwege de nabijheid van de stad Montréal is dit een populaire bestemming voor stedelingen, die er komen wandelen, skiën of langlaufen. Verder vindt men er zes meren en vijvers, een watermolen, boomgaarden, steengroeven, en skipistes.